# ジェフ・シャボー
ユリアン・ジェフェリー・ガストン・シャボー（Julian Jeffrey Gaston Chabot, 1998年2月12日 - ）は、ドイツ・ハーナウ出身のサッカー選手。VfBシュトゥットガルト所属。ポジションはディフェンダー。

## 経歴
2010年にアイントラハト・フランクフルトに加入し、2014年にRBライプツィヒに移った。2016年はリザーブチームに所属。2017年にエールディヴィジのスパルタ・ロッテルダムに移籍し海外に移った。
2018年にFCフローニンゲンに移籍。2018-19シーズンは29試合に出場し、クラブの8位でのシーズン終了に貢献した。
2019年5月24日、セリエAのUCサンプドリアに370万ユーロ、5年契約で移籍し、7月1日に正式に加入した。
2020年9月24日、セリエAに初昇格したスペツィア・カルチョにレンタル移籍で加入した。
2022年1月26日、1.FCケルンに2023年6月までのレンタル移籍で加入した。2023年5月に完全移籍となった。
2024年、VfBシュトゥットガルトに4年契約で移籍した。